# Georg Ostrogorsky
Georg Alexandrovitch Ostrogorsky, né le 19 janvier 1902 à Saint-Pétersbourg et mort le 24 octobre 1976 à Belgrade, est un historien yougoslave d'origine russe, dont la spécialité portait sur l'Empire byzantin.

## Biographie
Son père était un professeur de lycée. Sa famille émigra en Finlande lors de la Révolution russe. Il étudia en Allemagne à partir de 1921, à Heidelberg, puis plus spécialement l'histoire byzantine en France en 1924-1925. Il obtint son doctorat à Heidelberg en 1925, et enseigna ensuite à Breslau jusqu'en 1933, date à laquelle il quitta l'Allemagne pour la Yougoslavie. Il tint à l'Université de Belgrade une chaire d'Histoire de Byzance, et y enseigna jusqu'à sa retraite en 1973. Sa grande œuvre Histoire de l'État byzantin (parue initialement à Munich en 1940 sous le titre de Geschichte des byzantinischen Staates) est aujourd'hui encore une référence.